# Goderdzi Chojeli
Goderdzi Chojeli (en georgiano გოდერძი ჩოხელი; Chokhi, 2 de octubre de 1954 - Tiflis, 16 de noviembre de 2007) fue un escritor y director de cine georgiano.

## Biografía
Nacido en 1954 en el pueblo de Choji, en una región montañosa de Georgia (Unión Soviética), Goderdzi Chojeli se graduó en 1979 en el Instituto Estatal de Cine y Teatro de Tiflis. Ese mismo año comenzó a trabajar en los estudios Kartuli Pilmi como director de cine. Desde 1980 fue miembro de 'Unión de Cineastas' y desde 1981 miembro de la 'Unión de Escritores'.

## Obra
El primer libro de Goderdzi Chojeli, Una carta a los pinos (1980), recibió el premio al mejor debut literario del año.
Tristeza humana (ადამიანთა სევდა, 1984) es una colección de relatos que refleja un mundo entre lo visible y lo invisible, lo real y lo soñado, lo verdadero y lo mítico. 
Sus obras han sido traducidas al ruso, ucraniano, italiano, inglés y alemán. Han sido impresas en varias ocasiones —tanto en colecciones como en números especiales de revistas— en la antigua Unión Soviética, Estados Unidos, Suiza, Alemania, Austria, Bulgaria e Italia.

## Filmografía
- La resurrección (1982)
- Tristeza humana (1984)
- El cordero de Pascua (1988)
- Los hijos del pecado (1989)
- Las aves del paraíso (1997)
- El evangelio según Lucas (1998)
- Los caballeros encadenados (2000)